# Snowdrop (engine)
Snowdrop is een propriëtaire engine voor computerspellen. Deze engine is gemaakt en wordt onderhouden door Ubisoft en Massive Entertainment.

## Computerspellen ontwikkeld met Snowdrop
| Jaar | Titel                               |
| ---- | ----------------------------------- |
| 2016 | Tom Clancy's The Division           |
| 2017 | Mario + Rabbids Kingdom Battle      |
| 2017 | South Park: The Fractured but Whole |
| 2018 | Starlink: Battle for Atlas          |
| 2019 | Tom Clancy's The Division 2         |
| 2022 | Rabbids: Party of Legends           |
| 2022 | Rocksmith+                          |
| 2022 | Mario + Rabbids Sparks of Hope      |
| 2023 | Avatar: Frontiers of Pandora        |
| 2023 | The Settlers: New Allies            |
| 2023 | XDefiant                            |
| 2024 | Star Wars: Outlaws                  |